# وزارة الخارجية (موريتانيا)
وزارة الشؤون الخارجية والتعاون والموريتانيين في الخارج هي الوزارة المُكلفة بالشؤون الخارجية في دولة موريتانيا. يقع مقرها في العاصمة نواكشوط وتهتم بالشؤون الخارجية.

## الهيكل التنظيمي[2]
- الكتابة العامة
- مديرية الشؤون المالية
- مديرية الإتصال
- مديرية شؤون العالم العربي والمنظمات الإسلامية
- مديرية الشؤون الأوروبية
- مديرية الشؤون الأمريكية والآسيوية
- المفتشية العامة للسفارات
- مديرية الشؤون القانونية المعاهدات
- مديرية الشؤون الأفريقية
- مديرية العلاقات العامة
- مديرية التعاون الدولي
- مديرية الموريتانيين بالخارج
- مديرية الموارد البشرية
- مديرية البروتوكول
- مديرية المعلوميات، الوثائق والمحفوظات
- مديرية الشؤون المغاربية

## قائمة وزراء الخارجية
هذه هي قائمة وزراء خارجية موريتانيا:
- 1960–1962: المختار ولد داداه
- 1962–1963: شيخنا ولد محمد لغدف
- 1963–1965: محمد ولد دايين
- 1965: المختار ولد داداه
- 1965–1966: محمد ولد الشيخ
- 1966: محمد ولد براهيم
- 1966–1968: وان بيران مامادو
- 1968–1970: حميد ولد مكناس
- 1970–1971: محمد مختار ولد الشيخ عبد الله
- 1971–1978: حميد ولد مكناس
- 1978–1979: شيخنا ولد محمد لغدف
- 1979–1980: أحمدو ولد عبد الله
- 1980–1981: محمد مختار ولد الزامِل
- 1981: دهان ولد أحمد محمود
- 1981–1984: أحمد ولد منيح
- 1984: شيخ سيدي حمد ولد بابامين
- 1984–1986: أحمد ولد منيح
- 1986–1988: لامين محمد ولد نداين
- 1988–1989: محمد سيدنا ولد سيدية
- 1989–1990: الشيخ سيدي حمد ولد بابا
- 1990–1992: حسني ولد ديدي
- 1992: إسماعيل ولد ياحي
- 1992–1993: محمد عبد الرحيم ولد موان
- 1993–1996: محمد سلام ولد الخال
- 1996–1997: لمرابط سيدي محمد ولد الشيخ
- 1997: أحمد سيدي ولد خليفة
- 1997: عبد الله ولد النم
- 1997: ساو عبو ديمبا
- 1997–1998: محمد الحسن ولد الباط
- 1998: الشيخ محمد خونا
- 1998–2001: أحمد ولد سيدي محمد
- 2001–2002: داح ولد عبي
- 2002–2003: محمد ولد الطلبة
- 2003–2005: محمد ولد بلال
- 2005–2007: أحمد ولد سيدي محمد
- 2007–2008: ولد محمد لامين
- 2008: الشيخ ولد محمد خونا
- 2008: عبد الله حسن بن حميدة
- 2008–2009: محمد محمود ولد محمدو
- 2009–2011: الناهة بنت مكناس
- 2011–2013: حمادي ولد بابا ولد حمادي
- 2013–2015: أحمد ولد تگدی
- 2015: فاطما فال
- 2015–2016: حمادي ولد ميمو
- 2016–2018: أسلکو ولد احمد يزيد بيه
- 2018–2022: إسماعيل ولد الشيخ أحمد
- 2022–حاليا: محمد سالم ولد مرزوك

## وصلات خارجية
- موقع وزارة الشؤون الخارجية والتعاون والموريتانيين في الخارج الموريتانية